# 管象頤

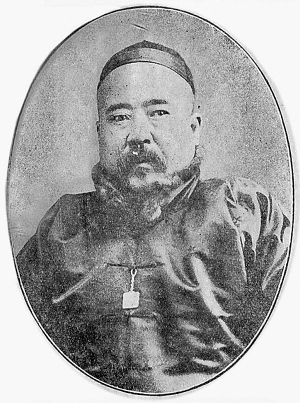

管象頤（1867年—1926年），字養山，清朝翰林。山東莒州（今日照市莒县）人。清朝政治人物。
光緒十六年（1890年）考中庚寅恩科二甲進士，同年五月，改翰林院庶吉士，光緒十八年五月，散館，著以部属用。官至度支部主事。